# Nerocila benrosei
Nerocila benrosei är en kräftdjursart som beskrevs av Bunkley-Williams och Williams 1999. Nerocila benrosei ingår i släktet Nerocila och familjen Cymothoidae. Inga underarter finns listade i Catalogue of Life.